# Guus Hiddink
Guus Hiddink (prononcé en néerlandais : [ˈɣys ˈɦɪdɪŋk]), né le 8 novembre 1946 à Varsseveld aux Pays-Bas, est un ancien footballeur néerlandais qui évoluait au poste de milieu de terrain, avant de devenir entraîneur.
Préconisant le réputé « football total » originaire des Pays-Bas, il dirige de nombreux clubs tels le PSV Eindhoven (1987-1990, 2002-2006), le Fenerbahçe (1990-1991), le Valence CF (1991-1994), le Real Madrid (1998-1999) ou encore Chelsea FC (2009, 2015-2016), mais aussi six sélections : les Pays-Bas (1994-1998, 2014-2015), la Corée du Sud (2001-2002), l'Australie (2005-2006), la Russie (2006-2010), la Turquie (2010-2011) et Curaçao (depuis 2020).

## Biographie

### Carrière d'entraîneur
Ancien joueur, Guus Hiddink est devenu l'un des entraîneurs de football les plus connus au monde.
Après avoir fait ses débuts dans le club de De Graafschap, il débarque au PSV Eindhoven en tant qu'adjoint avant de prendre en 1986 les rênes de l'équipe, avec laquelle il gagne la Ligue des champions en 1988. D'emblée, il impose son style. Dans la plus pure tradition du football total néerlandais, Hiddink préconise en effet un jeu spectaculaire, tourné vers l'offensive, et qui s'appuie sur un fort impact physique.
À partir de 1990, Hiddink tente l'aventure à l'étranger, tout d'abord en Turquie, puis en Espagne. Il revient aux Pays-Bas en 1995 pour prendre la tête de la sélection nationale. Mais malgré des joueurs d'une qualité exceptionnelle, Hiddink ne parvient pas à obtenir le moindre trophée, la faute en partie aux violentes disputes internes qui secouent parfois le groupe néerlandais et mettent en péril la cohésion de l'équipe. Les Pays-Bas de Hiddink atteignent toutefois les quarts de finale de l'Euro 96 (éliminés aux tirs au but par la France) et la demi-finale de la Coupe du monde 1998 (éliminés aux tirs au but par le Brésil).

#### Avec la Corée du Sud
À la suite de cette expérience mitigée avec la sélection nationale, Hiddink repart en Espagne, où il entraîne successivement le prestigieux Real Madrid puis le Betis Séville, pour des résultats décevants. Sa carrière rebondit lorsqu'il est contacté en 2001 par la fédération sud-coréenne de football pour prendre la tête de l'équipe nationale, en vue de la Coupe du monde 2002 que la Corée coorganise avec le Japon. Hiddink avait préalablement marqué les esprits en Corée lorsque les Pays-Bas avaient étrillé la Corée du Sud (5-0) au cours du Mondial 1998. Les premiers résultats de Hiddink à la tête de l'équipe coréenne provoquent une certaine déception. Mais Hiddink ne manque pas l'échéance tant attendue en hissant son équipe jusqu'à la demi-finale de « sa » Coupe du monde. Bénéficiant d'un arbitrage très favorable lui permettant de battre l'Italie dans des conditions très douteuses en huitième de finale, puis l'Espagne en quart de finale , la Corée du Sud atteint les demi-finales. Le Stade de la Coupe du monde de Gwangju fut rebaptisé en son nom après l'événement.

#### Une multitude de postes successif (2005-2015)
À l'issue de la Coupe du monde 2002, Hiddink prend pourtant le monde à contre-pied en décidant de revenir au pays, en s'engageant avec le PSV Eindhoven, club avec lequel il crée à nouveau la sensation en atteignant la demi-finale de la Ligue des champions 2005.
Parallèlement, Hiddink est également depuis août 2005 le sélectionneur de l'équipe d'Australie, avec laquelle il a obtenu une qualification historique pour la Coupe du monde 2006. Il a effectué un parcours plus qu'honorable lors de la phase finale, en amenant les socceros en 8e de finale. Cependant Hiddink ayant signé début avril 2006, à Moscou, un contrat de deux ans pour prendre en charge la sélection de Russie après la Coupe du monde, a dû quitter ses fonctions d'entraîneur du PSV Eindhoven et de sélectionneur de l'Australie.
Il a qualifié l'équipe de Russie pour l'Euro 2008 grâce à un ultime succès face à Andorre (0-1), et a dû compter sur l'improbable défaite de l'Angleterre chez elle contre la Croatie (2-3). À l'issue de cet Euro 2008, il qualifie la Russie pour les demi-finales en battant les Pays-Bas son pays sur le score de 3 buts à 1.
Le 11 février 2009, à la suite de l'éviction de l'entraîneur brésilien Scolari, Guus Hiddink devient l'entraîneur de Chelsea jusqu'à la fin de la saison tout en restant sélectionneur de la Russie. Le 30 mai 2009, il remporte face à Everton, la 4e FA Cup du club londonien, grâce à des buts de Drogba et Lampard. Il termine donc sa mission chez les Blues, de la plus belle des manières.
Après son escapade londonienne, il reprend à temps complet l'équipe nationale de Russie pour les éliminatoires de la Coupe du monde 2010. La Russie termine 2e du groupe 4 derrière l'Allemagne, et s'incline lors du match de barrage face à la Slovénie (victoire 2-1 à Moscou à l'aller, défaite 1-0 à Maribor au retour). La Russie de Guus Hiddink, manque d'un cheveu la qualification pour la Coupe du monde 2010 et n'ira pas en Afrique du Sud.
Le 15 février 2010, il s'engage avec l'équipe nationale de la Turquie pour deux ans, avec un salaire annuel de 3,75 millions d'euros. Il y prend ses fonctions le 1er août 2010. À la suite de son échec pour qualifier la Turquie à l'Euro 2012, il dépose sa démission le 17 septembre 2011 alors que son contrat se finissait en août 2012.
Le 17 février 2012, il s'engage avec le FK Anji Makhatchkala, mais démissionne le 22 juillet 2013 de son poste d'entraîneur.
Le 1er août 2014, Il reprend la tête de la sélection nationale des Pays-Bas pour la deuxième fois de sa carrière. Ses premiers résultats sont mitigés, puisque son équipe ne bat pas les sélections ayant un classement FIFA inférieur au sien : face à l'Italie (0-2), le Mexique (2-3), la République tchèque (1-2), l'Islande (0-2), la Turquie (1-1) et les États-Unis (3-4), la déception est grande. Cependant, la sélection gagne plusieurs matchs pour la qualification à l'Euro 2016, dont le Kazakhstan (3-1), la Lettonie à deux reprises (6-0 ; 2-0), avant de refaire chuter l'Espagne en amical (que la sélection de Louis van Gaal avait écrasé 5 à 1 à la Coupe du monde 2014) 2 buts à 0, le 31 mars 2015. Le 29 juin, il démissionne de son poste de sélectionneur des Pays-Bas, en raison de la pression populaire qui réclamait de meilleurs résultats. Son adjoint Danny Blind lui succède.

#### Retour à Chelsea (2015-2016)
Le 19 décembre 2015, il retourne à Chelsea en lieu et place de José Mourinho. Il signe jusqu'à la fin de saison.
Il termine dixième de Premier League et il ne peut éviter l'élimination face au Paris Saint-Germain en huitième de finale de la Ligue des champions.

## Carrière

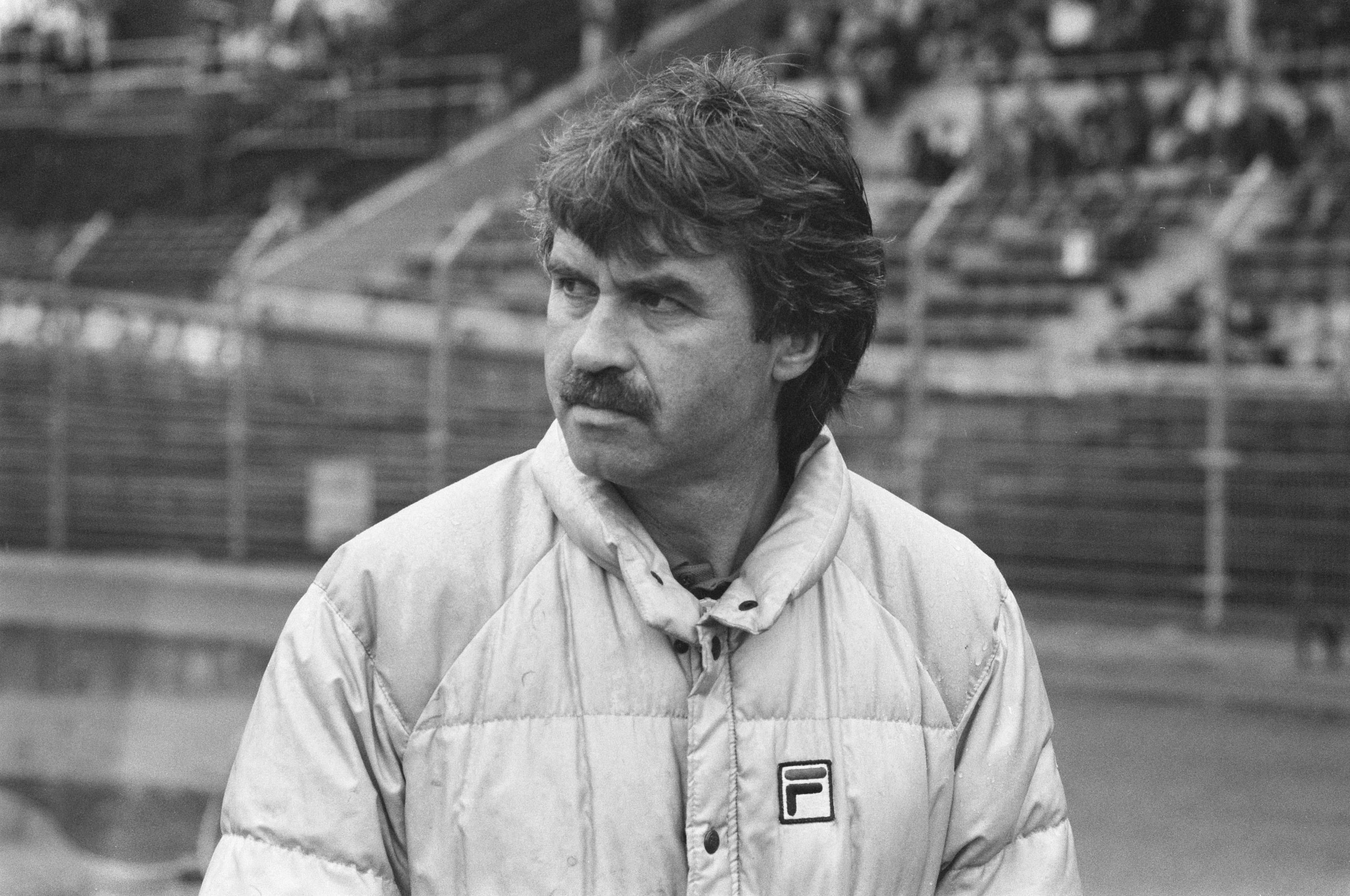
Hiddink entraîneur du PSV (1988).

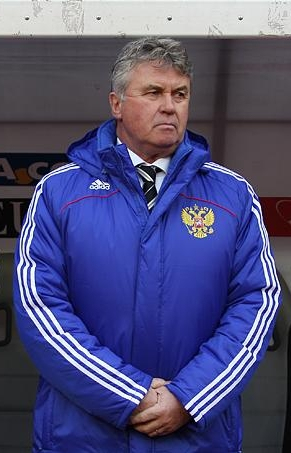
Le sélectionneur de Russie sur le banc de touche lors d'un match contre l'Azerbaïdjan.

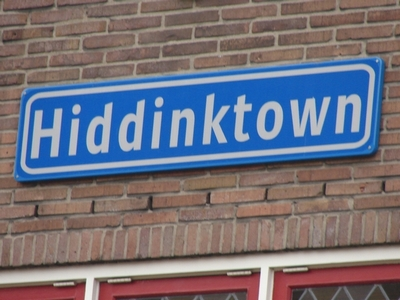
Panneau à Varsseveld, commune natale d'Hiddink, rappelant le célèbre coach néerlandais.

### Joueur
- 1967-1970 : De Graafschap ( Pays-Bas)
- 1970-1972 : PSV Eindhoven ( Pays-Bas)
- 1972-1977 : De Graafschap ( Pays-Bas)
- 1977-1981 : NEC Nimègue ( Pays-Bas)
- 1981-1982 : De Graafschap ( Pays-Bas)

### Entraîneur
- 1982-1984 : De Graafschap ( Pays-Bas)
- 1984-1987 : PSV Eindhoven ( Pays-Bas, assistant)
- 1987-1990 : PSV Eindhoven ( Pays-Bas)
- 1990-1991 : Fenerbahçe ( Turquie)
- 1991-1994 : Valence CF ( Espagne)
- 1994-1998 : sélectionneur de l'équipe des  Pays-Bas
- 1998-1999 : Real Madrid ( Espagne)
- 2000-2000 : Betis Séville ( Espagne)
- 2001-2002 : sélectionneur de l'équipe de  Corée du Sud
- 2002-2006 : PSV Eindhoven ( Pays-Bas)
- 2005-2006 : sélectionneur de l'équipe  Australie
- 2006- juillet 2010 : sélectionneur de l'équipe de  Russie
- fév. 2009-juin 2009 : Chelsea ( Angleterre)
- août 2010-nov. 2011 : sélectionneur de l'équipe de  Turquie
- fév. 2012-2013 : Anji Makhatchkala ( Russie)
- 2014-2015 : sélectionneur de l'équipe des  Pays-Bas
- 2015-2016 : Chelsea ( Angleterre)
- 2018-2019 : sélectionneur de l'équipe de  Chine espoirs
- 2020-2021 : sélectionneur de l'équipe de  Curaçao

## Palmarès entraîneur

### En club
- Vainqueur de la Coupe Intercontinentale en 1998 avec le Real Madrid
- Vainqueur de la Coupe d'Europe des Clubs Champions en 1988 avec le PSV Eindhoven
- Champion des Pays-Bas en 1987, en 1988, en 1989, en 2003, en 2005 et en 2006 avec le PSV Eindhoven
- Vainqueur de la Coupe des Pays-Bas en 1988, en 1989, en 1990 et en 2005 avec le PSV Eindhoven
- Vainqueur de la Coupe d'Angleterre en 2009 avec Chelsea
- Vainqueur de la Supercoupe des Pays-Bas en 2003 avec le PSV Eindhoven
- Finaliste de la Coupe Intercontinentale en 1988 avec le PSV Eindhoven
- Finaliste de la Supercoupe d'Europe en 1988 avec le PSV Eindhoven et en 1998 avec le Real Madrid

### Avec l'Équipe des Pays-Bas
- Participation au Championnat d'Europe des Nations en 1996 (1/4 de finaliste)
- Participation à la Coupe du Monde en 1998 (4e)

### Avec l'Équipe de Corée du Sud
- Participation à la Coupe du Monde en 2002 (4e)

### Avec l'Équipe d'Australie
- Participation à la Coupe du Monde en 2006 (1/8 de finaliste)

### Avec l'Équipe de Russie
- Participation au Championnat d'Europe des Nations en 2008 (1/2 finaliste).